# USS LST-227
O USS LST-227 foi um navio de guerra norte-americano da classe LST que operou durante a Segunda Guerra Mundial.